# Samoa Americana nos Jogos Olímpicos de Verão da Juventude de 2010
A Samoa Americana participou dos Jogos Olímpicos de Verão da Juventude de 2010 em Cingapura. Sua delegação foi composta de quatro atletas que competiram em igual número de esportes.

## Halterofilismo
| Evento              | Atleta            | Peso corporal (kg) | Arranque (kg) | Arranque (kg) | Arranque (kg) | Arranque (kg) | Arremesso (kg) | Arremesso (kg) | Arremesso (kg) | Arremesso (kg) | Total (kg) | Pos. final |
| Evento              | Atleta            | Peso corporal (kg) | 1             | 2             | 3             | Res.          | 1              | 2              | 3              | Res.           | Total (kg) | Pos. final |
| ------------------- | ----------------- | ------------------ | ------------- | ------------- | ------------- | ------------- | -------------- | -------------- | -------------- | -------------- | ---------- | ---------- |
| Até 85 kg masculino | Saumaleato Fa'Agu | 83,37              | 90            | 95            | 100           | 95            | 110            | 115            | 120            | 115            | 210        | 7º         |

## Lutas
| Atleta                | Evento                     | Preliminares                | Preliminares                | Preliminares                 | Preliminares | Disputa do 7º lugar       | Pos. final |
| Atleta                | Evento                     | 1ª rodada                   | 2ª rodada                   | 3ª rodada                    | Pos.         | Oponente Resultado        | Pos. final |
| Atleta                | Evento                     | Oponente Resultado          | Oponente Resultado          | Oponente Resultado           | Pos.         | Oponente Resultado        | Pos. final |
| --------------------- | -------------------------- | --------------------------- | --------------------------- | ---------------------------- | ------------ | ------------------------- | ---------- |
| Manuolefoaga Sualevai | Livre até 100 kg masculino | AZE Ali Magomedabirov D 0-4 | GEO Geno Petriashvili D 0-4 | MGL Onyunbold Enkhtugs D 0-4 | 4º           | RSA Andries Schutte D 0-3 | 8º         |

## Natação
| Evento                    | Atleta           | Qualificação | Qualificação | Final       | Final   |
| Evento                    | Atleta           | Resultado    | Posição      | Resultado   | Posição |
| ------------------------- | ---------------- | ------------ | ------------ | ----------- | ------- |
| 200 m livre masculino     | Benjamin Gabbard | Não largou   | -- (-- q1)   | Não avançou |         |
| 200 m borboleta masculino | Benjamin Gabbard | Não largou   | -- (-- q2)   | Não avançou |         |

## Vela
| Atleta           | Evento            | Regata | Regata | Regata | Regata | Regata | Regata | Regata | Regata | Regata | Regata | Regata | Regata | Pontos | Posição |
| Atleta           | Evento            | 1      | 2      | 3      | 4      | 5      | 6      | 7      | 8      | 9      | 10     | 11     | M      | Pontos | Posição |
| ---------------- | ----------------- | ------ | ------ | ------ | ------ | ------ | ------ | ------ | ------ | ------ | ------ | ------ | ------ | ------ | ------- |
| Tu'Iemanu Ripley | Byte CII feminino | 30     | 31     | 27     | 31     | 27     | 29     | 27     | 27     | 25     | 22     | OCS    | 26     | 271    | 30º     |

Notas:
- M - Regata da Medalha
- OCS – On the Course Side of the starting line
- DSQ – Disqualified (Desclassificado)
- DNF – Did Not Finish (Não completou)
- DNS – Did Not Start (Não largou)
- BFD – Black Flag Disqualification (Desclassificado por bandeira preta)
- RAF – Retired after Finishing (Aposentou-se após completar a prova)